# PZL TS-8
Le PZL TS-8 Bies est un avion d'entraînement polonais, utilisé dans l'armée de l'air polonaise et dans l'aviation civile de 1957 jusqu'à la fin des années 1970.

## Développement
L'avion avait été conçu à la suite d'une demande de l'armée de l'air polonaise qui voulait un avion d'entraînement moderne propulsé par un moteur à pistons, à train tricycle rétractable, pour remplacer les Junak 3 et les Yak-11. Le constructeur principal était Tadeusz Sołtyk, par conséquent, l'appareil sera désigné TS. Il fut nommé Bies, le « diable » en polonais. Le développement commença en 1953, et un premier prototype fut construit et vola le 23 juillet 1955. En 1956 et 1957, il battit de nombreux records dans sa catégorie. Le second prototype fut montré durant le Paris Air Show de 1957.
En 1957, la première série de 10 avions expérimentaux a été produite dans l'usine de WSK-Okęcie (désigné TS-8 BI). Une variante légèrement améliorée (TS 8 BII) fut produite à WSK PZL-Mielec entre 1957 et 1960. Les 10 derniers exemplaires ont été construits avec une meilleure avionique (TS-8 BIII). Au total, 251 TS-8 ont été produits (dont 229 en TS-8 BII).
Le TS-8 a de bonnes performances et une excellente maniabilité, et son moteur bruyant était l'un de ses seuls défauts. Il était le premier avion d'après guerre à être entièrement conçu en Pologne, utilisant également un moteur polonais.

## Conception
Le fuselage de l'avion est entièrement en métal, avec des ailes basses « cantilever ». Il est ovale à la jonction entre les deux ailes. Les deux hommes d'équipage sont assis en tandem, dans un cockpit fermé, avec deux postes de pilotage (un à l'avant pour l'apprenti pilote, l'autre à l'arrière pour l'instructeur). Au niveau du cockpit, les ailes « glissent » vers l'arrière du fuselage. L'avion dispose d'un train d'atterrissage tricycle rétractable et d'un moteur en étoile à 7 cylindres à l'avant, délivrant une puissance de 330 ch au décollage et 280 ch en vol de croisière.

### Aéronefs comparables
- Yak-11
- Yak-18
- Yak-52
- T-34 Mentor
- Nanchang CJ-6